# Многоточие (фильм)
«Многоточие» — российский художественный фильм Андрея Эшпая 2006 года, снятый по мотивам произведений Виктора Некрасова «Кира Георгиевна» и «В высшей степени странная история». Произведение затрагивает тему сталинских репрессий.

## Сюжет
В фильме рассказывается про жизнь известного скульптора Киру Георгиевну. У неё есть любящий муж, друзья, поклонники. Но однажды она встречает давно забытую любовь своей молодости — Вадима, своего первого мужа, с которым она рассталась 25 лет назад не по своей воле — её первый муж был репрессирован и отправлен в лагеря. Теперь она должна сделать нелёгкий выбор.

## В ролях
| Актёр                   | Роль               |
| ----------------------- | ------------------ |
| Евгения Симонова        | Кира Георгиевна    |
| Игорь Миркурбанов       | Вадим Петрович     |
| Сергей Дрейден          | Николай Иванович   |
| Евгений Цыганов         | Юрочка             |
| Инга Стрелкова-Оболдина | Варвара            |
| Генриетта Егорова       | Марья Антоновна    |
| Николай Чиндяйкин       | Никодим Сергеевич  |
| Чулпан Хаматова         | Урсула             |
| Вячеслав Баранов        | Костя, мастер цеха |

## Награды
- Евгения Симонова получила премию «Ника» за лучшую женскую роль[1].
- Евгения Симонова получила премию «Белый Слон» гильдии киноведов и кинокритиков России за лучшую женскую роль[2].
- Чулпан Хаматова получила премию «Золотой Орёл» за лучшую женскую роль второго плана[3].
- Андрей Эшпай получил специальный диплом МКФ «Остров Крым» за лучший актёрский ансамбль в 2007 году[4].